# Большая Шилея
Большая Шилея — река в России, протекает по Челябинской области. Устье реки находится в 36 км по левому берегу реки Уфалейки. Длина реки составляет 14 км.
На реке находится город Верхний Уфалей, в т. ч. посёлок Октябрьский, вошедший в городскую черту в 1944 году.

## Данные водного реестра
По данным государственного водного реестра России, Большая Шилея относится к Камскому бассейновому округу, водохозяйственный участок реки — Уфа от истока до Долгобродского гидроузла, речной подбассейн Белой, речной бассейн Камы.
Код объекта в государственном водном реестре — 10010200812111100020212.